# Монако та євро
Князівство Монако прийняло євро як офіційну валюту 1 січня 1999 року разом із Французькою Республікою та десятьма іншими державами-членами. Країна не входить до зони євро, хоча не входить до Європейського Союзу. Однак вона може карбувати свої монети на підставі попередніх угод із Францією та рішення Ради Європейського Союзу та валютної конвенції між Францією (від імені Європейського Співтовариства) та Монако, яка набула чинності 1 січня 2002 року.

## Історія
До введення євро і з 1837 року Монако мало власну валюту: монегаський франк (MCF), який прив’язаний до французького франка (FRF) із фіксованим паритетом 1 MCF за 1 FRF. Оскільки Монако не має виходу до моря на території Франції, кілька договорів дозволяють двом державам підтримувати міцні політичні та економічні зв'язки. З прийняттям євро Францією монетарні угоди були адаптовані та оновлені; Монако може випускати лише обмежену кількість монет з національною стороною, але не банкноти (чиї сторони є спільними). На практиці їх карбує Паризький монетний двір.
На підставі декларації n6 щодо валютних відносин з Республікою Сан-Марино, Ватиканом і Князівством Монако, доданим до Маастрихтського заключного акту, Рада Європейського Союзу 31 грудня 1998 року прийняла три рішення щодо позиції, яку має прийняти Співтовариство щодо договір про валютні відносини з цими трьома мікродержавами.